# 丁真珍珠
丁真珍珠（藏語：བསྟན་འཛིན་བརྩོན་འགྲུས་，威利转写：bstan 'dzin brtson 'grus，2001年5月7日—），通稱丁真，四川理塘人，中国大陆藏族網紅、歌手、四川文化旅遊宣傳推廣大使。现为理塘文旅體投資發展有限公司的国企員工。於2020年11月11日因為一段抖音短片在網絡走紅，被稱為「甜野男孩」。丁真身為一夜成名的網紅，但同時文化水平低也引發了網民的討論和爭議。

## 生平
2020年11月11日，丁真去舅舅家吃飯時，偶然遇到了摄影师胡波。胡波本來想拍丁真的弟弟尼瑪，但是沒有遇到，所以胡波臨時決定改拍丁真。然后胡波於當日將錄製丁真的7秒短視頻上傳至抖音平台，丁真的短視頻隨即高熱度傳播，視頻播放量過千萬，點贊數百萬。丁真珍珠隨後在新浪微博上成為热门话题，相关话题阅读量达到五十亿。
同時丁真珍珠的名氣傳播至韓國，韓國《中央日報》也特地報道丁真。日本朝日電視臺也對丁真的走紅進行了報道。對於其走紅原因，媒體認為他氣質獨特，「野性與純真並存」，質樸、陽光、帥氣；而其視頻中的高原風光展示了高原的純凈之美，迎合了人們對美和自然的向往。
2020年11月21日，丁真在微博「理塘丁真」以其「入職照」宣布已簽約成國有公司員工，與理塘縣國資委下屬的理塘文旅旅體投資發展有限公司簽訂勞務合同作為理塘縣旅遊形象大使，及代理合同把關IP合作機構。公司表明以「不接受過度消費」為由拒絕純娛樂簽約，其後拒絕了《創造營4》在內的選秀、綜藝節目的邀約。
2020年11月25日，四川甘孜文旅和時差島聯合出品、丁真參與拍攝的理塘旅遊宣傳紀錄短片《丁真的世界》在網絡發布，再次引發熱議，72小時累計播放量超7億。11月27日，丁真在微博上發布了自己手持寫有「家在四川」紅紙的照片並帶上「其實丁真在四川」的話題，表示「成都到我們屋頭有600多公裏，四川大得很」。當晚丁真再次發布微博，配圖為自己手持寫有「我的家真的在四川，你們不要再P了，謝謝——丁真」的紅紙並抱著熊貓玩偶的照片。丁真參演的《丁真的世界》第二季《丁真的新年》於同年12月30日上線。
丁真的家鄉理塘也成為熱門景點，理塘所在的甘孜州酒店預訂量較2019年同期增長89%，理塘在攜程網上的搜索量增長620%，以康定機場和稻城亞丁機場為目的地的機票訂單也較2019年同期增長近兩成。以丁真為名的商標也遭到了多家公司搶注。2020年11月26日，在丁真所在的理塘县文旅公司26类商品中申请以“丁真珍珠”的名称注册商标。當天，丁真在成都出席甘孜州理塘县“藏文化旅游最佳目的地－2021年理塘”旅游路演推介会。这是丁真走红后，第一次以旅游形象大使的身份出席活动。
2020年11月29日，中國時任外交部发言人华春莹在推特上连发三條推文用英文向海外網友宣傳丁真。
2020年12月6日，據理塘縣文旅體投資發展有限公司總經理介紹，丁真的工作為理塘縣千戶藏寨的環保監督員，每天到其所屬的9個微型博物館巡館，檢查衛生、消防安全等，此外還安排了學習課程，包括漢語、漢字、文化課等。公司聘請了一個小團隊專門拍攝丁真，丁真各媒體平臺的賬號由公司管理。
2020年12月19日，丁真首次登上舞台，為四川衛視及康巴衛視錄製跨年演出，與19名藏族少年帶來歌曲和舞蹈《馬背上的理塘》。2021年2月4日，丁真作為表演嘉賓參加由中国中央电视台舉辦的《中央廣播電台2021網絡春晚》，第一次亮相網絡春晚。2月4日，時尚雜誌《男人裝》發佈丁真的首組寫真，拍攝於2020年12月的理塘縣。2月12日，丁真在東方卫视2021春晚演唱《再唱山歌给党听》，這是丁真首次在衛視春晚登台亮相。
2021年4月21日，世界地球日前夕，丁真受邀参加联合国「捍衛自然」的活動，並做了主題為「我和動物朋友的故事」的演講。
2021年7月6日，8集文旅環保系列短片《丁真的自然筆記》播出。
2021年7月30日，參加湖南衛視《中餐廳》第五季作為常駐綜藝首秀。2022年5月至9月，加入湖南衞視綜藝節目《天天向上》天天New-tro兄弟團。12月31日參加湖南衛視2022-2023跨年晚會。
2023年5月，丁真起訴網友侵權，法院判決被告吳某某在其微博賬號置頂位置發布書面致歉聲明，就其發布涉案內容構成侵權向丁真珍珠道歉，並賠償丁真珍珠經濟損失、精神損害撫慰金及維權合理支出合計6.1萬余元。
2023年2月，出鏡的鄉村體驗類紀錄片《跟著丁真探鄉村》在央視播出。12月31日，參加2023-2024浙江衛視跨年晚會，與汪涵一起主題講述。

## 评价
2021年1月24日，央視《新聞周刊》主持人白岩松评论道：“在不知不覺中，丁真突然就紅了，就火了！接下來的路可不是剛剛成年的丁真一個人就能把握好的，但願他的家人，當地的政府，能夠替丁真更長遠地考慮，不僅是用好他，更能讓他的笑容一直純真！”

## 争议
丁真走紅後，有網民認為他在沒文化、沒學歷，小學僅讀到三年級的情況下，只因為長相走紅而進入国企，對寒窗苦讀的人不公平；更有網民認為，推崇像丁真這樣靠長相出名並取得成功的人，是一種畸形的价值观。2020年12月20日，中国青年报客戶端發表署名楊鑫宇的評論文章《“做题家”们的怨氣，為何要往丁真身上撒？ 》，使用網民反映接受過應試教育的自嘲稱呼「小鎮做題家」，批評攻擊者將社會不滿情緒投射、宣洩在丁真個人身上。有大陸網民和專家學者則認為該評論文章把矛頭從丁真支持者和推動造勢的中國官方轉向希望通过高考換取成就的普通人而表示反對。
2021年1月11日，丁真吸电子烟的視頻在網上流傳，引發網民爭論，丁真所屬單位回應「可能試了一下」、「电子烟不是菸」等使爭議聲更盛。1月13日，丁真珍珠工作室通过微博就事件進行了公開回應和道歉：「吸煙系成年人個人選擇，但作為公眾人物需註意公共影響力，丁真表示歉意，並呼籲大家關愛身體健康。」
2021年起，丁真成為公眾人物後，因普通話不流暢造成部分發言有口齒含糊或答非所問等（在一次采访中，丁真被问到:“你是哪个省的?”，丁真在愣了一下后直接回答“是妈妈生的”）
，相關原視頻和音頻在網絡上得到轉發和二次創作
。與丁真有關的哏圖和表情包也在百度贴吧传播。哔哩哔哩等中國網絡平臺上也持續出現針對丁真文化不高、抽電子煙、爆紅事件等翻唱歌曲和惡搞視頻。
以丁真為主題的網民意見，在女性用戶為主的平台上的正面聲音和男性用戶為主的平台上的負面聲音形成了明顯輿論對比。

## 榮譽

### 2023年
- 2023年：2023亞洲音樂盛典年度飛躍男藝人獎[43]

### 2022年
- 2022年11月2日：成都非遺品牌推廣大使[44]
- 2022年：“2021十大年度國家IP評選”影視賽道大獎 -《丁真的自然筆記》[45]
- 2022年1月11日：中華民族大賽馬形象大使[46]

### 2021年
- 2021年：南方人物週刊2021魅力人物[47]
- 2021年：2021智族GQ年度面孔[48]
- 2021年6月3日：四川生態環境保護大使[49]
- 2021年6月2日：四川文化旅遊宣傳推廣大使[50]
- 2021年4月23日：第四屆中國文旅品牌影響力大會-2020中國文旅年度新銳影響力人物[51]
- 2021年4月21日：联合国开发计划署頒發“捍卫自然倡导人”感谢证书[52]
- 2021年2月28日：2020微博之夜微博年度影響力事件 -《丁真的世界》[53]
- 2021年2月26日：《我們的寶藏“村晚”》最受羣眾喜愛人氣節目 -《馬背上的理塘》[54]

### 2020年
- 2020年11月18日：理塘县旅游大使[55]

## 電影作品
- 2025年， 《永不失联的爱》飾 丁真

## 音乐作品

### 数字专辑
| 日期            | 标题                     | 语言        | 演唱者 | 备注           |
| --------------- | ------------------------ | ----------- | ------ | -------------- |
| 2021.0620（日） | 《風的使者》專輯         | 藏语&普通话 | 丁真   |                |
| 2021.0620（日） | 01《啟程》單曲           | 藏语&普通话 | 丁真   |                |
| 2021.0620（日） | 02《天空下的溫暖》單曲   | 藏语&普通话 | 丁真   |                |
| 2021.0620（日） | 02《天空下的溫暖》伴奏   | 藏语&普通话 | 丁真   |                |
| 2021.0628（一） | 03《德吉》單曲           | 藏语&普通话 | 丁真   |                |
| 2021.0828（六） | 04《有一首微笑的歌》單曲 | 藏语&普通话 | 丁真   |                |
| 2021.（）       | 05《白雲下行走》預售     | 藏语&普通话 | 丁真   |                |
| 2021.（）       | 06《那些沉默的故事》預售 | 藏语&普通话 | 丁真   |                |
| 2021.1004（一） | 07《世界外面的呼吸》     | 藏语&普通话 | 丁真   | 潮拜72小時發表 |
| 2021.（）       | 08《在一起》預售         | 藏语&普通话 | 丁真   |                |
| 2021.（）       | 09《光的國度》預售       | 藏语&普通话 | 丁真   |                |
| 2021.（）       | 10《請相信》預售         | 藏语&普通话 | 丁真   |                |

### 迷你专辑
| 日期            | 名稱              |
| --------------- | ----------------- |
| 2021.0208（一） | 丁真的歌 来自理塘 |

### 单曲
| 日期            | 标题             | 语言        | 演唱者   | 备注                             |
| --------------- | ---------------- | ----------- | -------- | -------------------------------- |
| 2021.0204（四） | 《1376心想事成》 | 藏语&普通话 | 丁真&ANU | 2021年2月8日獲星雲人氣榜周榜冠軍 |